# Robert Belfour
Robert "Wolfman" Belfour (Red Banks, Misisipi, 11 de septiembre de 1940 – Memphis, 24 de febrero de 2015) fue un músico de blues estadounidense. Nació en Red Banks, Misisipi. Cuando era un niño, su padre, Grant Belfour, le enseñó a tocar la guitarra, y continuó su tutleaje en el blues en la sombra de músicos como Otha Turner, R. L. Burnside y Junior Kimbrough. Kimbrough, en particular, ejerció una profunda influencia en él. Su música estaba basada en las tradiciones hill country del Mississippi. Su estilo se caracterizó por un ataque de percusión y afinaciones alternas.
Cuando Belfour tenía trece años, su padre murió, y la música fue relegada al segundo plano ya que tuvo que ayudar a su madre para el sustento familiar. En 1959, se casó con Noreen Norman y se trasladó a Memphis, donde trabajaría en la construcción durante 35 años.
En la década de los 80, Belfour comenzó a trabajar en Beale Street. Ocho de sus canciones fueron incluidas por el musicólogo David Evans en su recopilación The Spirit Lives On: Deep South Country Blues and Spirituals in the 1990s, presentada en el German Hot Fox de 1994. Eso le llevó a Belfour a Fat Possum Records para grabar su primera álbum, What's Wrong With You, publicado en 2000. Su siguiente álbum Pushin' My Luck de 2003, recibió críticas favorables.
Belfour murió el 24 de febrero de 2015 a la edad de 74 años.

## Discografía
- 2000 What's Wrong With You
- 2003 Pushin My Luck
- 2013 Wolfman - Live at Blues Rules